# 赵萍
赵萍（1965年—），内蒙乌海人，汉族，中华人民共和国政治人物、第十二届全国人民代表大会四川地区代表。
毕业于西安交通大学热力涡轮机械。东方汽轮机有限公司风电事业部研发中心主任工程师，2013年，担任全国人大代表。2018年2月24日，当选为第十三届全国人大代表。